# Lüchlekopf
Der Lüchlekopf ist ein 1989 m ü. A. hoher Berg in den Allgäuer Alpen im österreichischen Bundesland Vorarlberg. Der Muttelbergkopf ist seine 1948 m ü. A. hohe Kammerhebung. Nach Thaddäus Steiner bezeichnen beide Namen denselben Berg.

## Lage und Umgebung
Der in der Untergruppe 	Nordwestliche Walsertaler Berge gelegene Berg erhebt sich aus dem Bergkamm, der vom Walmendinger Horn (1990 m) nach Westen zum Grünhorn (2039 m) zieht. Der direkte Bergnachbar im Westen ist der Östliche Ochsenhofer Kopf (1965 m), im Osten das Walmendinger Horn. Letzteres ist durch die Muttelbergscharte (1815 m) abgetrennt. Im Norden befindet sich das Schwarzwassertals und am Fuß der Südflanke vereinigen sich Turabach und Derrenbach zur Breitach.
Die Gemarkung auf der sich der Lüchlekopf befindet ist Mittelberg, das etwas mehr als drei Kilometer östlich liegt. Südlich des Berges liegt noch die Ortschaft Baad.

## Namensherkunft
Eine eindeutige Zuordnung zur Namensherkunft ist nicht möglich. Es gibt Erwähnungen im Jahr 1793: über den Muttlenberg und im Jahr 1818 in einer Militärkarte: Geisberg, Muttelberg. Erstere Erwähnung ist sicher dem Walmendinger Horn zuzuordnen, in der Militärkarte wird nicht klar, ob Alphütten oder Berg gemeint sind. Sicher ist, dass sowohl der Lüchle- als auch der Muttelbergkopf nach Alpen benannt sind. Für die erste Variante ist die Alpe Lüchle (von „Löchle“) zu nennen.

## Besteigung
Als Stützpunkte für die Besteigung des Lüchlekopfs dienen die Schwarzwasserhütte (1620 m) und die Walmendingerhornbahn. Der Normalweg führt auf kleinem Steig über die Muttelbergscharte zunächst auf eine untergeordnete Erhebung, in der Literatur auch als „Muttelbergkopf“ (1942 m) bezeichnet. Von dort über den Ostgrat auf den Gipfel, dafür ist Trittsicherheit nötig. Eine weitere Zugangsmöglichkeit ist von der Schwarzwasserhütte über die Ochsenhofer Scharte (1850 m), Ochsenhofer Köpfe und Litzescharte (1875 m) zum Gipfel, auch hier benötigt man Trittsicherheit.

## Galerie

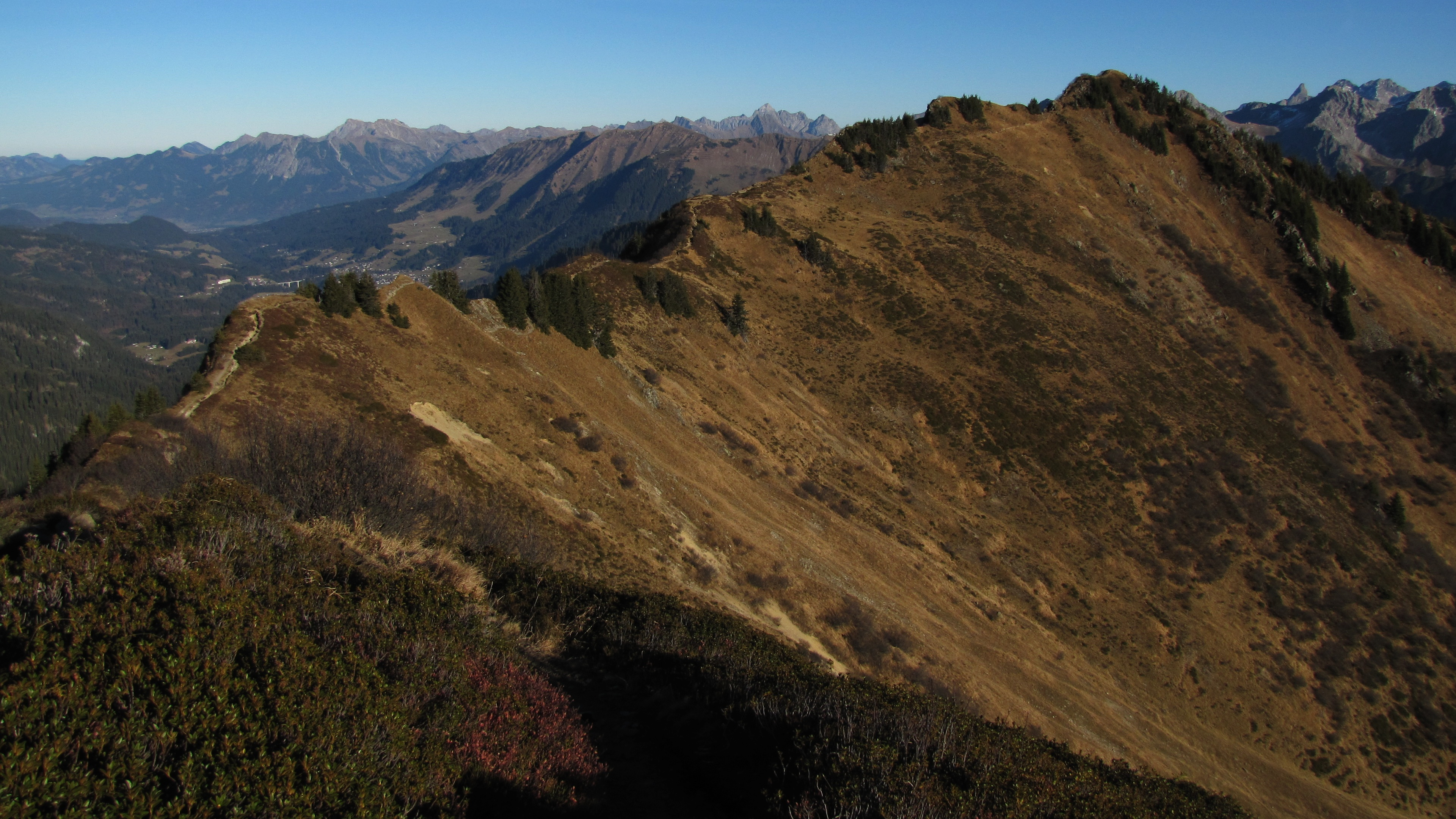
Gipfelaufbau vom Östlichen Ochsenhofer Kopf
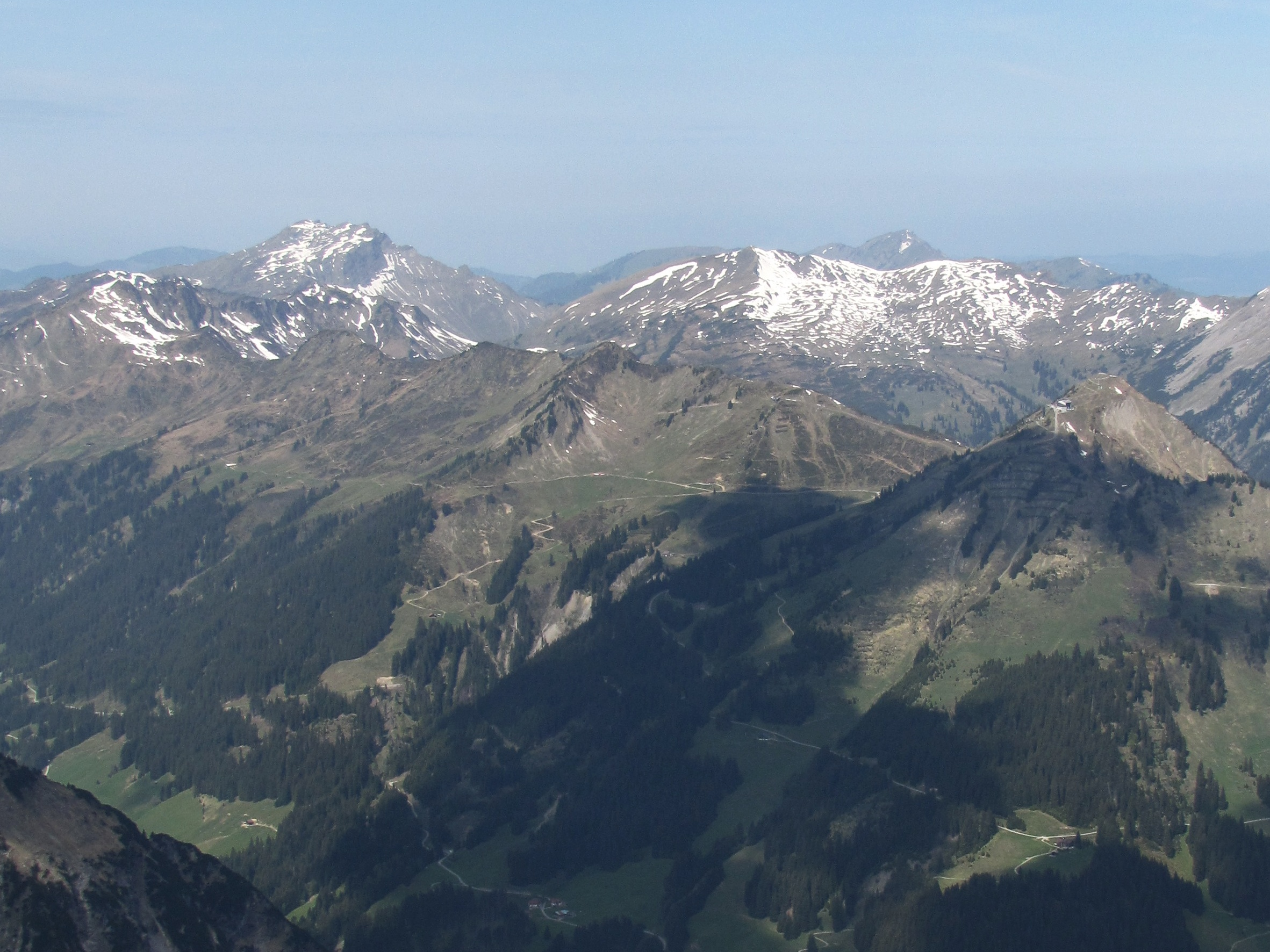
Südostseite vom Liechelkopf
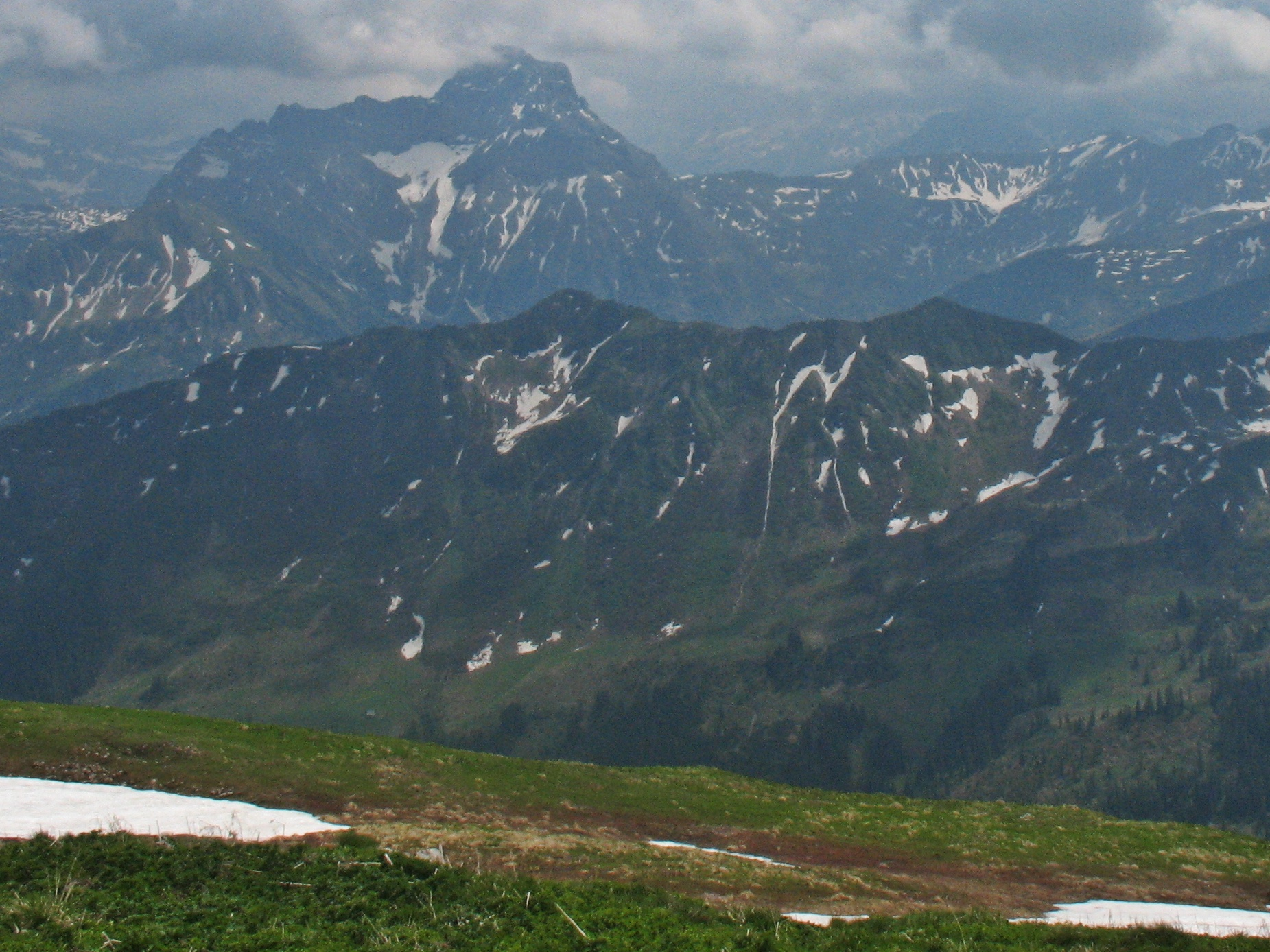
Nordseite vom Hohen Ifen
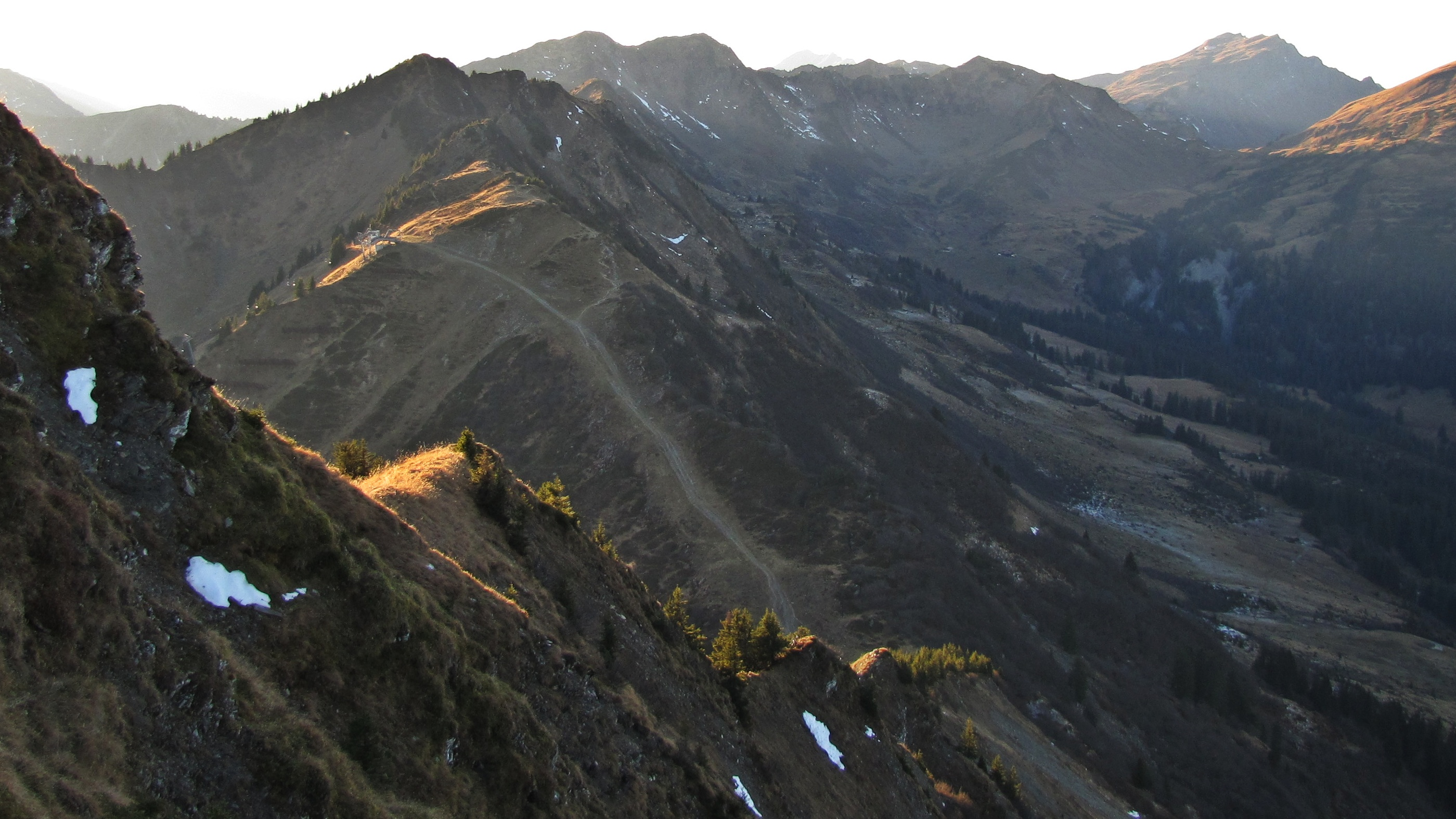
Vom Walmendinger Horn